# NGC 2419
NGC 2419 (другие обозначения — GCL 12, С25) — шаровое скопление в созвездии Рыси. Находится на расстоянии 275—300 тыс. световых лет от Солнца и примерно на таком же расстоянии от центра Галактики (дальше, чем Магеллановы Облака).
Также известно как Межгалактический Бродяга (англ. Intergalactic Tramp). Это образное название, которое придумал Харлоу Шепли в 1944, отражает тот факт, что NGC 2419 весьма удалено от центра Галактики. В то время предполагалось, что это скопление может быть объектом, не связанным гравитационно с Галактикой. В действительности, как и остальные ~150 шаровых скоплений Млечного Пути, оно обращается вокруг галактического центра. Его орбита вытянута,  с высоким эксцентриситетом, период обращения составляет около 3 млрд лет.
Этот объект входит в число перечисленных в оригинальной редакции «Нового общего каталога».